# Hieracium arragonense
Hieracium arragonense là một loài thực vật có hoa trong họ Cúc. Loài này được Scheele mô tả khoa học đầu tiên.